# Sommerschenburg

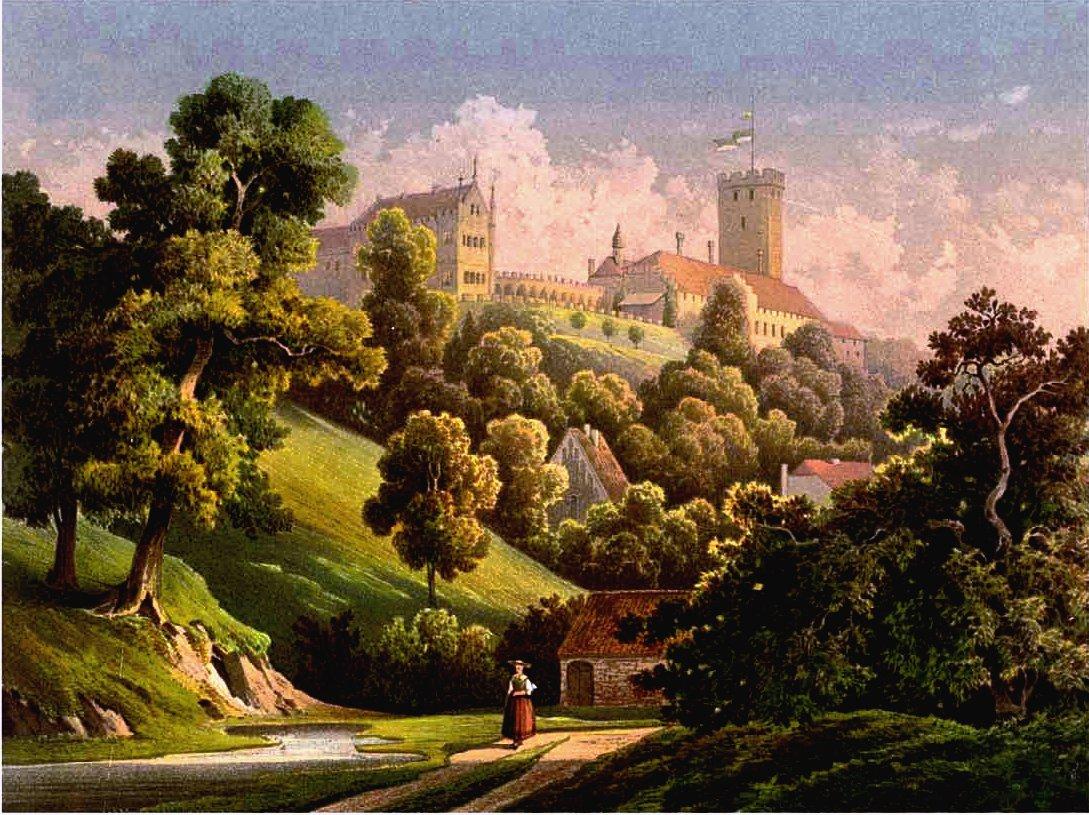
Schloss Sommerschenburg um 1860, Sammlung Alexander Duncker

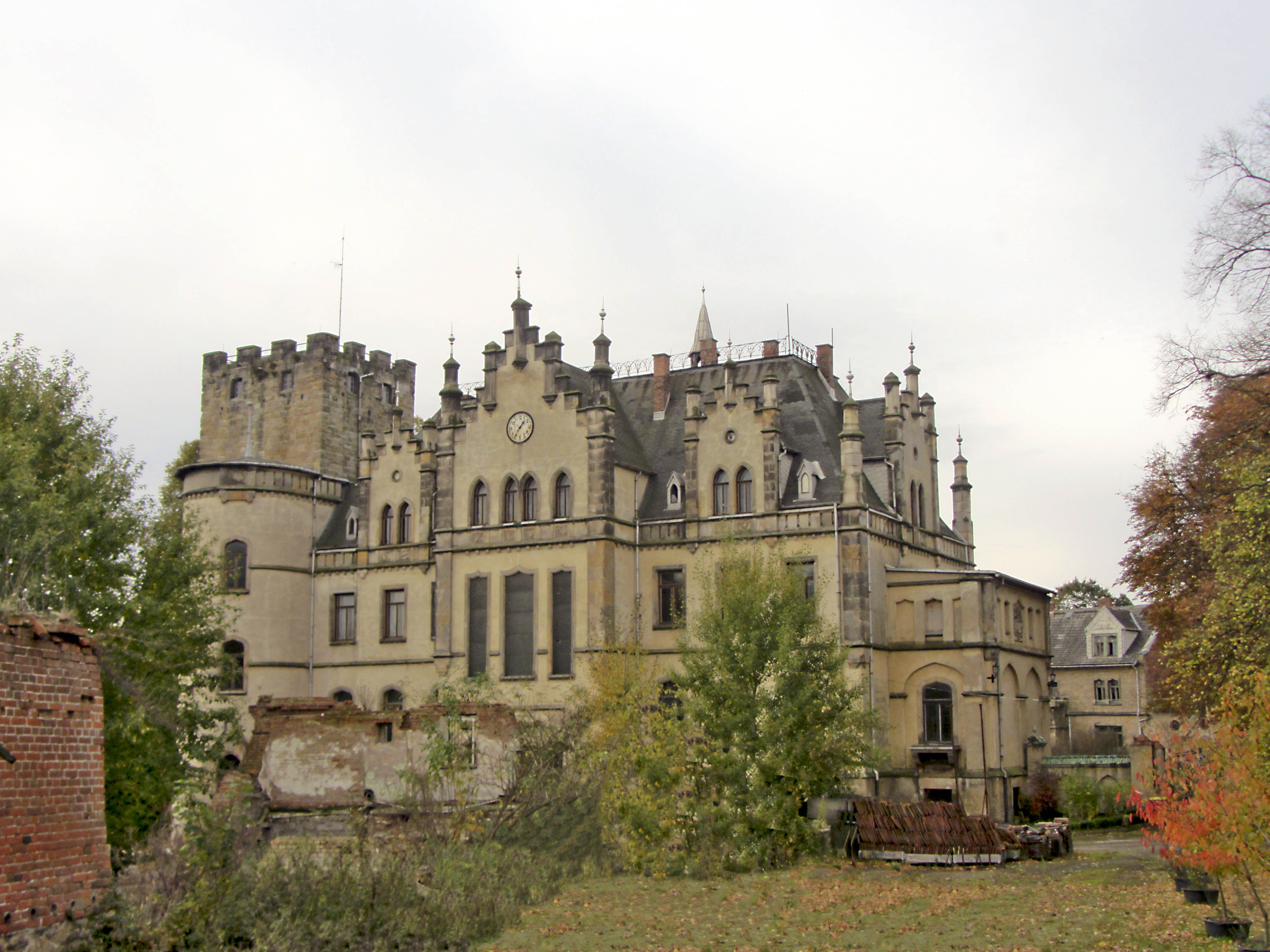
Schloss Sommerschenburg

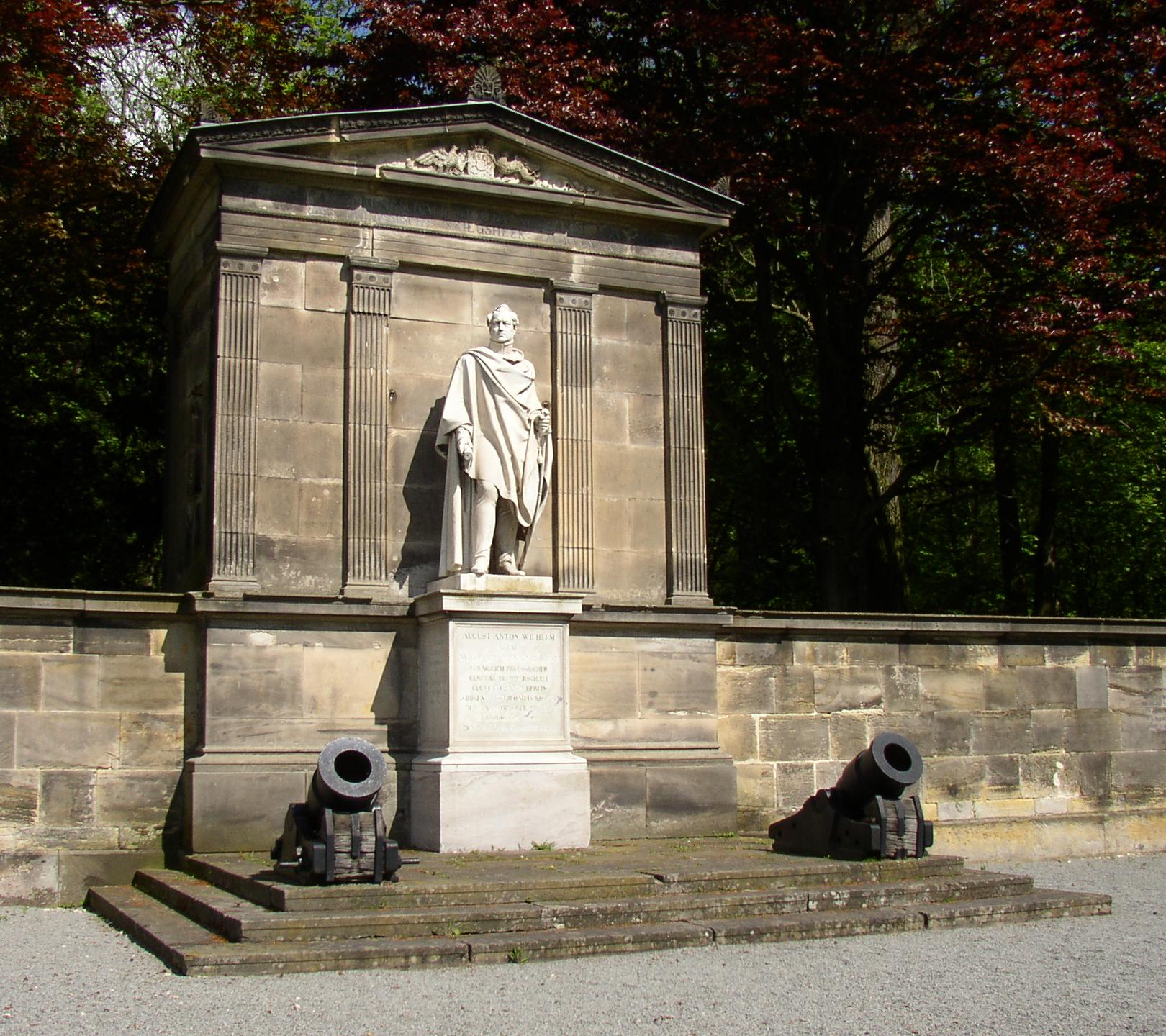
Gneisenau-Denkmal von Christian Rauch

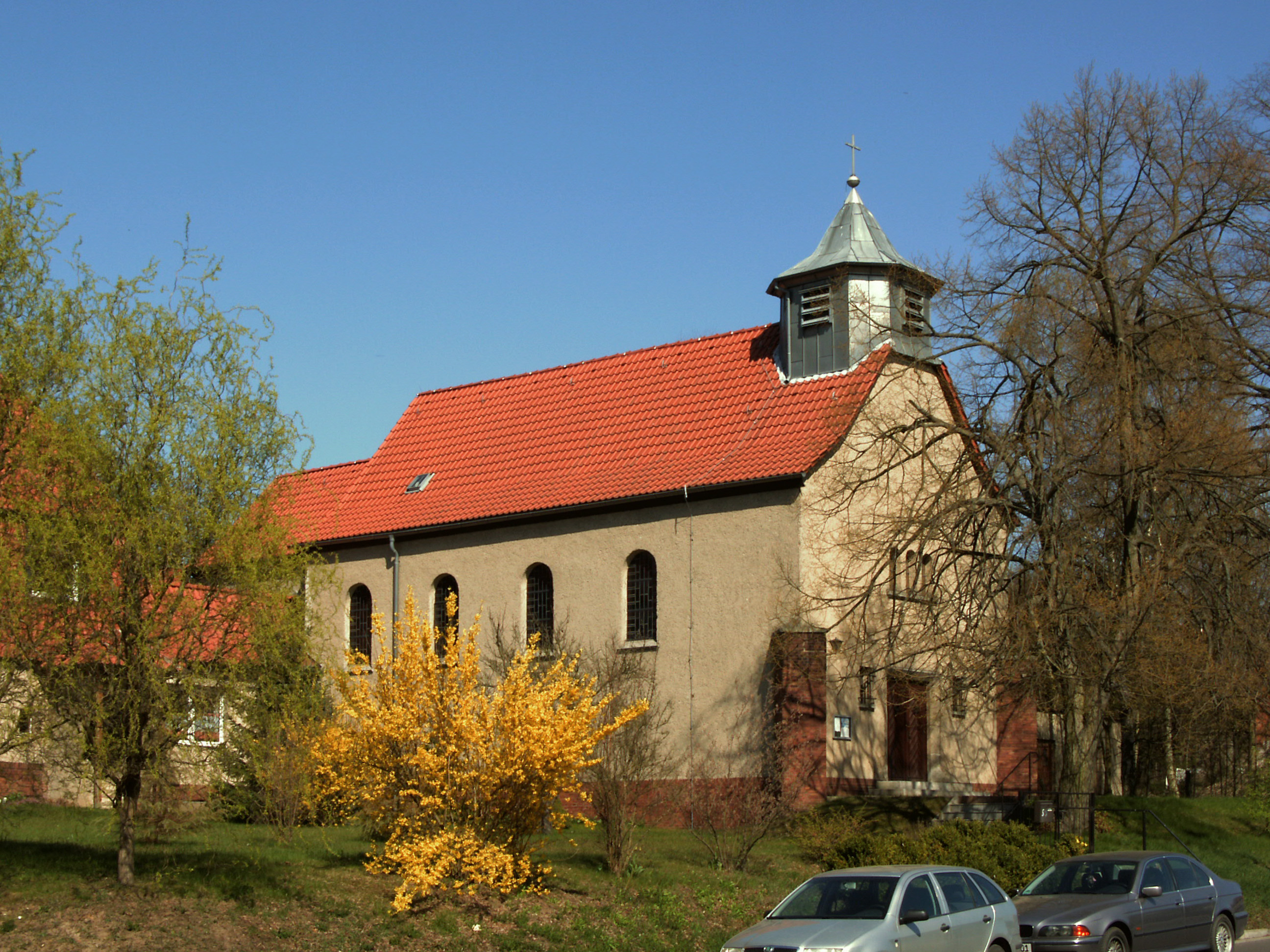
St.-Bernward-Kirche

Sommerschenburg ist ein Ortsteil der Gemeinde Sommersdorf im Landkreis Börde in Sachsen-Anhalt (Deutschland). Er liegt geographisch höher als Sommersdorf und ist fast vollständig von Wald umgeben. Der Ortsteil hatte im Dezember 2018 506 Einwohner.
Am 30. September 1928 wurde der Hauptteil des Gutsbezirks Sommerschenburg mit der Landgemeinde gleichen Namens vereinigt. Kleinere Teile des Gutsbezirks kamen zu den Landgemeinden Sommersdorf und Wefensleben. Am 1. Juli 1950 wurde die Gemeinde Sommerschenburg nach Sommersdorf eingemeindet (siehe Politisches System der DDR).

## Geschichte
Das im Jahre 983 erstmals benannte Straßendorf wurde ursprünglich von Arbeitsleuten der örtlichen Burg, einigen Handwerkern und Gewerbetreibenden bewohnt. 1056 wird die Burg als Besitz von Lothar von Walbeck genannt, 1088 wechselte der Besitz an die Grafen von Summersenburg. 1192 wurde die Burg zerstört und hiernach wieder aufgebaut. 1208 wechselte der Besitz an das Erzbistum Magdeburg. 1626 wurde die Burg im Dreißigjährigen Krieg zerstört, jedoch anschließend wiedererrichtet. 1680 gelangte die Burg in brandenburgischen Besitz und wurde nun kurfürstliche Domäne und Amtssitz für die umliegenden Dörfer. Auf Befehl des preußischen Königs Friedrich II. wurden im Jahre 1770 Häuser für Kolonisten errichtet. 1807 wechselte der Besitz an Jean Marie René Savary, Herzog von Rovigo. Am 11. November 1814 erhielt der preußische Feldherr August Wilhelm Anton Graf Neidhardt von Gneisenau (1760–1831) die Burg. Neben dieser Dotation wurde ihm vom König Friedrich Wilhelm III. für seine Verdienste in der Völkerschlacht bei Leipzig der Grafentitel verliehen. Der heute sichtbare Teil der Sommerschenburg entstand 1895–1897.
Der Umbau zum Schloss erfolgte durch den Architekten Doberentz unter Einbeziehung von gotischen und Renaissance-Elementen. Die Fassade ist durch Freitreppe, Veranden und Giebel geprägt. Im Park befindet sich das Mausoleum von Gneisenau mit einem Standbild von Christian Rauch.
1841 wurde der preußische Generalfeldmarschall und Heeresreformer August Graf Neidhardt von Gneisenau in der Nähe seines Gutes (Mausoleum mit Gedenkplatz an der Hauptstraße nach Sommersdorf) beigesetzt. Zuvor ruhte der Leichnam des 1831 an der Cholera verstorbenen Feldherren in der Wormsdorfer Kirche. Zu seinen Ehren wurde eine Gruft mit einem Marmordenkmal errichtet, denn in einem Denkmal-Wächterhaus im schweizerischen Stil sollte ein verdienter Kriegsveteran für alle Zeiten wachen.
Seit 1936 befindet sich in Sommerschenburg die katholische St.-Bernward-Kirche. Sie gehört heute zur Pfarrei St. Marien mit Sitz in Oschersleben.
1945 wurden die Besitzer, die Grafen von Gneisenau, enteignet und vertrieben.
Das Schloss Sommerschenburg wurde nach dem Zweiten Weltkrieg kurzzeitig als Krankenhaus genutzt. Von 1947 bis 1950 als Altersheim, nach 1950 vorübergehend als Kulturhaus der MTS und von 1953 bis 1991 als polytechnische Oberschule für Sommersdorf und Sommerschenburg. Ab 1991 bis 1998 befand sich hier noch eine Grundschule. Mittlerweile wechselte das Schloss mehrfach den Besitzer und verfällt zunehmend.
Unweit des Schlosses befindet sich ein Naturfreibad, umgeben von viel Grün, inmitten des ehemaligen Naherholungsgebiets. Ein Badesee entstand Ende der 1960er Jahre in einer gefluteten Eisenerzabbaugrube. Zum Naherholungsgebiet gehörten bis 1989 auch ein Kinderferienlager und eine Gaststätte mit Freilichtbühne. Beide Örtlichkeiten sind derzeit nicht mehr nutzbar.

## Personen
- Hans Joachim Conert (1929–2021), ein deutscher Botaniker ist geboren in Sommerschenburg.

## Leben
- Sommerschenburg. In: Alexander Duncker (Hrsg.): Die ländlichen Wohnsitze, Schlösser und Residenzen der ritterschaftlichen Grundbesitzer in der preußischen Monarchie nebst den königlichen Familien-, Haus-, Fideicommiss- und Schattull-Gütern. Band 1. Duncker, Berlin 1857, Blatt 46 (zlb.de  [Text zwei Seiten danach]).